# Quaderns de Poesia
Quaderns de Poesia fue una revista catalana de poesía que se empezó a publicar en junio de 1935 y continuó hasta 1936 ya que fue interrumpida por la Guerra Civil Española. En total se publicaron 8 números con periodicidad mensual. Estaba dirigida por un equipo formado por J.V. Foix, Tomàs Garcés, Marià Manent, Carles Riba y Joan Teixidor. Tenía una gran calidad artística, tanto por lo que respecta al contenido como a la presentación de la revista. En cuanto al formato, tenía 32 páginas a 2 columnas, de dimensiones 240 x 185 mm. La impresión se llevaba a cabo en la casa Castells Bonet, S.A. y la redacción estaba en la calle de les Corts Catalanes 660, con la administración en la Librería Catalonia. El número costaba una peseta y media.

## Temas y colaboradores
Por lo que respecta a la temática, era una revista dedicada a la poesía. En ella, se publicaban textos poéticos de poetas vivos en catalán principalmente pero también en castellano y francés. Además, se publicaban artículos de crítica y comentarios de literatura. Así mismo, contenía ilustraciones escogidas.
En la revista colaboraron Josep Carner,  Carles Riba, García Lorca, Spender, Jules Supervielle, Riquer, Pedro Salinas, Josep Maria Capdevila, Marià Manent entre otros.  También había dibujos de Francesc Domingo. El número 4 estuvo dedicado a comentar la poesía de Ramon Llull.
Quaderns de poesía tiene el valor de ser una antología de la mejor lírica del momento en Europa. Además la revista refleja un momento de madurez del Novecentismo con trazos de Vanguardia.